# Leptomydas danaus
Leptomydas danaus är en tvåvingeart som beskrevs av Wray Merrill Bowden 1983. Leptomydas danaus ingår i släktet Leptomydas och familjen Mydidae.
Artens utbredningsområde är Saudiarabien. Inga underarter finns listade i Catalogue of Life.